# Mendoncia sericea
Mendoncia sericea là một loài thực vật có hoa trong họ Ô rô. Loài này được Leonard mô tả khoa học đầu tiên.